# Klubi Sportiv Tomori Berat
El Klubi Sportiv Tomori Berat es un club de fútbol de la ciudad de Berat. Su estadio de casa es Estadio Tomori (12.000 lugares). Juega en la Kategoria e Dytë, tercera categoría del fútbol albanés.

## Historia
Fundado en 1923 con el nombre ASS Tomori (Artistic-Sport Society Tomori) y jugó por primera vez en el torneo nacional en 1931.
El equipo ha tenido varios nombres en su historia, los cuales han sido:
- 1923-1926: KS Tomori
- 1927-1929: KS Muzaka
- 1952-1957: Puna
- 1957–presente KS Tomori

En 1964 perdió la Final de la copa albanesa. Su primera participación en una Copa europea fue en Copa UEFA de la temporada 2000-2001, perdiendo 2–5 contra el conjunto chipriota Apoel Nicosia.
En la temporada 2006-07, el club jugó en la Segunda División albanesa.

## Palmarés
- Kategoria e Parë (3): 1950-51, 1970–71, 1976–77
- Kategoria e Dytë (1): 2015-16

## Participación en competiciones de la UEFA
| Temporada | Torneo   | Ronda            | País   | Club       | Casa | Visita | Global |
| --------- | -------- | ---------------- | ------ | ---------- | ---- | ------ | ------ |
| 2000-01   | UEFA Cup | Clasificatoria 1 | Chipre | APOEL F.C. | 2–3  | 0–2    | 2–5    |

## Jugadores

### Jugadores destacados
| País    | Nombre          |
| ------- | --------------- |
| Albania | Arben Arbëri    |
| Albania | Klodian Arbëri  |
| Albania | Kliton Bozgo    |
| Albania | Ilir Caushllari |
| Albania | Fatos Cilingiri |
| Albania | Elton Fani      |
| Albania | Novruz Hodo     |
| Albania | Arben Kokalari  |
| Albania | Robert Kokalari |
| Albania | Jani Kosta      |
| Albania | Përparim Kovaçi |
| Albania | Gentian Lako    |
| Albania | Kristaq Mile    |
| Albania | Mixek Llalla    |